# Calendrier julien révisé

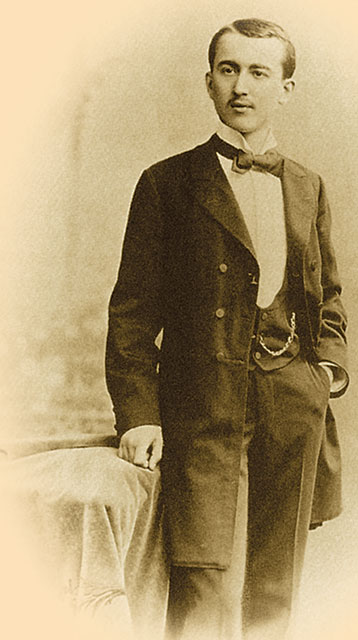
Portrait de Milutin Milanković vers 1910.

Le calendrier julien révisé, également appelé « calendrier Milanković », ou plus simplement « Nouveau calendrier », est élaboré et proposé par le savant serbe Milutin Milanković lors du synode de Constantinople de 1923. Son objet est de rétablir, au moins pour un temps, la correspondance de dates qui divergent depuis plus de quatre cents ans entre la pratique des Églises orthodoxes, fondée sur le calendrier julien, et le calendrier grégorien. Pour ce faire, Milanković prévoit, en octobre 1923, un décalage de 13 jours du calendrier julien.
La correspondance entre les dates du calendrier julien révisé et celles du calendrier grégorien n'est assurée que pour une certaine période ; en effet, les équations solaires des deux calendriers diffèrent, les adjonctions bissextiles lors des années séculaires n'y sont pas déterminées selon la même règle, mais coïncident de mars 1600 à février 2800.
Quant à l'équation lunaire, elle n'utilise pas le cycle de Méton, comme le calendrier grégorien, mais se fonde sur l'observation de la Lune à Jérusalem.

## Présentation du calendrier julien révisé
Le nouveau calendrier fut proposé pour adoption par les Églises orthodoxes lors d'un synode à Constantinople en mai 1923. Le synode avait été promu et était présidé par le patriarche de Constantinople Mélèce IV et qualifié de « panorthodoxe » par ses partisans, bien que seuls le patriarche de Constantinople et le patriarche de Serbie fussent représentés. Les autres membres de la Pentarchie traditionnelle, les patriarches de Jérusalem, d'Antioche et d'Alexandrie, ainsi que le représentant de la plus grande Église orthodoxe, le patriarche de Moscou et de toutes les Russies, étaient absents.
L'intention du patriarche de Constantinople était de rapprocher les Églises d'Orient et d'Occident par un acte spectaculaire : la mise en accord des calendriers julien et grégorien. Toutefois, les Églises d’Orient garderaient leurs particularités puisque le calendrier julien révisé, présenté par Milutin Milanković, conseiller scientifique de l’Église orthodoxe serbe, présentait encore de nombreuses différences avec le calendrier grégorien, tant pour ce qui concerne l'équation solaire que l'équation lunaire.
L'objet du calendrier julien révisé, présenté par Milanković, pour approbation lors du synode, était d'améliorer l'équation solaire afin de mieux faire concorder le calendrier avec les saisons et d'affiner l'équation lunaire afin d'obtenir une meilleure estimation de la Lune pascale.

### Équation solaire
Pour ce qui concerne l'accord du calendrier avec le Soleil, c'est-à-dire l'équation solaire, la première mesure fut de supprimer 13 jours du calendrier julien. Ainsi, selon ce calendrier, le lendemain du 1er octobre 1923 en calendrier julien fut le 15 octobre 1923 en calendrier julien révisé, date en accord avec le calendrier grégorien.
Selon le calendrier grégorien, les années non séculaires sont bissextiles lorsque leur millésime est divisible par 4. Les années séculaires ne sont bissextiles que lorsque leur millésime est divisible par 400, c'est-à-dire une année séculaire sur quatre. La durée moyenne de l'année grégorienne est alors de : {\displaystyle 365+{\frac {1}{4}}-{\frac {3}{400}}=365{,}2425{\text{ jours}}} (l'année tropique mesurée en 2000 est de 365,242190517 jours).
Selon le calendrier de Milanković, toutes les années non séculaires sont bissextiles lorsque leur millésime est divisible par 4, comme dans le calendrier grégorien. En revanche, les années séculaires sont bissextiles lorsque le reste de la division du millésime par 900 vaut 200 ou 600. La durée de l'année qui en résulte vaut : {\displaystyle 365+{\frac {1}{4}}-{\frac {7}{900}}=365{,}242{\bar {2}}}, qui est une meilleure approximation de l'année tropique que celle du calendrier grégorien.
Ainsi, les dates du calendrier julien révisé et celles du calendrier grégorien coïncident de mars 1600 à février 2800, et ont un jour d'écart entre mars 2800 et février 2900 puis encore coïncidence, et un jour dans l'autre sens entre mars 1500 et février 1600 si on prolonge les périodes de validité.

### Équation lunaire
Le synode a également proposé l'adoption d'une règle astronomique pour la détermination de Pâques, c'est-à-dire pour l'équation lunaire : celui-ci est le dimanche qui suit le jour (de minuit à minuit), qui tombe à l'équinoxe vernal de printemps ou immédiatement après, au cours duquel la première pleine lune se produit au méridien de l’église du Saint-Sépulcre à Jérusalem (35° 13' 47,2" E pour le petit-Dôme). Si la pleine lune tombe un dimanche, Pâques est reporté au dimanche suivant.
Cette définition compliquée demande quelques éclaircissements. Partant du jour de l'équinoxe vernal (équinoxe vrai), on observe la pleine lune qui tombe ce jour ou immédiatement après au méridien de Jérusalem ; Pâques est alors le dimanche qui suit cette observation de la pleine lune.
Cette définition est une traduction astronomique de la définition du concile de Nicée. Au lieu de considérer la date fixe du 21 mars, on utilise comme date de référence le jour de l'équinoxe vrai, déterminé astronomiquement. Plutôt que se fonder sur une Lune conventionnelle (la Lune de Méton), on observe la Lune d'un lieu précis (le méridien de Jérusalem). Le terme « 14e jour de la Lune » de la définition du concile de Nicée est équivalent, en principe, à la pleine lune.
L'algorithme est donc un équivalent astronomique de la définition du concile de Nicée. Ce que dit celle-ci : « dimanche qui tombe après le 14e jour de la Lune qui tombe le 21 mars ou immédiatement après » est traduit : « dimanche qui tombe après la pleine lune observée à Jérusalem le jour de l'équinoxe vrai ou immédiatement après ».

### La moitié des Églises orthodoxes utilise le calendrier de Milanković
Une partie des Églises orthodoxes refusa ce nouveau calendrier et continua d'utiliser le calendrier julien traditionnel : les Églises orthodoxes de Jérusalem, de Russie, de Serbie, et de Géorgie continuent d'employer le calendrier julien pour l'ensemble de leur calendrier liturgique. L'équation solaire du calendrier julien révisé fut acceptée par les Églises orthodoxes, dans l'espoir d'un meilleur dialogue avec l'Église d'Occident : le patriarcat œcuménique de Constantinople, les patriarcats d'Alexandrie et d'Antioche, les Églises orthodoxes de Grèce, de Chypre, de Roumanie et de  Pologne ainsi que celle de Bulgarie depuis 1963, l'Église orthodoxe d'Ukraine et l'Église grecque-catholique ukrainienne depuis 2023. Elles fêtent donc Noël le 25 décembre selon le calendrier de Milankovic, ainsi que les fêtes fixes du calendrier liturgique, tandis que les fêtes mobiles, dont Pâques, restent calculées selon le calendrier julien. Cette réforme provoqua des schismes au sein de ces Églises : les orthodoxes vieux-calendaristes la rejetèrent et s'en tiennent au calendrier julien.
Quant à la nouvelle détermination astronomique de la date de Pâques, toutes les Églises orthodoxes la rejetèrent et continuent d'utiliser la méthode julienne traditionnelle, à l’exception des Églises orthodoxes finlandaise et estonienne qui fêtent Pâques à la date du nouveau calendrier de Milankovic.